# Viola helenae
Viola helenae är en violväxtart som beskrevs av Charles Noyes Forbes och Lydgate. Viola helenae ingår i släktet violer, och familjen violväxter. Inga underarter finns listade i Catalogue of Life.